# EPSG Parametru Seturi de date Geodezice
EPSG Geodetic Parameter Dataset (de asemenea registrul EPSG) este un registru public al sistemelor spațiale de referință, geoidul Pământului, transformări de coordonate și unități de măsură conexe. Fiecărei entități i se atribuie un cod EPSG între 1024-32767,  :39 împreună cu o reprezentare standard (WKT), cod care poate fi citit de mașină. Setul de date este menținut activ de Comitetul de Geomatică IOGP. 
Majoritatea sistemelor de informații geografice (GIS) și librăriile GIS folosesc coduri EPSG ca identificatori ai sistemului de referință spațială (SRID) și date de definire a EPSG pentru identificarea proiecțiilor cartografice și efectuarea transformărilor între aceste sisteme, în timp ce unele sprijină și SRID-urile emise de alte organizații (cum ar fi Esri). 

## Coduri comune EPSG
- EPSG: 4326 - WGS 84, sistem de coordonate latitudine/longitudine bazat pe centrul de masă al Pământului, utilizat si de sistemul de poziționare globală, printre altele.
- EPSG: 3857 - Proiecție Web Mercator folosită de multe aplicatii web pentru redarea hartilor, inclusiv Google Maps și OpenStreetMap.
- EPSG: 7789 - Cadrul internațional de referință terestră 2014 (ITRF2014), un sistem fixat pe Pământ care este independent de deriva continentală.[3]

## Istorie
Setul de date a fost inițial creat de European Petroleum Survey Group (EPSG) în 1985 și a fost făcut public în 1993.
În 2005, organizația EPSG a fost preluată în Asociația Internațională a Producătorilor de Petrol și Gaze (IOGP) și a devenit Comitetul de Geodezie. Cu toate acestea, numele registrului EPSG a fost păstrat pentru a evita confuziile.  De atunci, acronimul „EPSG” a devenit din ce în ce mai sinonim cu setul de date sau registrul propriu-zis. 

## Legături externe
- Registrul EPSG online Arhivat în 9 noiembrie 2019, la Wayback Machine.
- Site-ul oficial și set de date descărcabil (actualizat bianual) Arhivat în 2 iunie 2020, la Wayback Machine.